# Polysyncraton peristroma
Polysyncraton peristroma är en sjöpungsart som beskrevs av Kott 2004. Polysyncraton peristroma ingår i släktet Polysyncraton och familjen Didemnidae. Inga underarter finns listade i Catalogue of Life.